# Élections législatives de 1967 dans les Côtes-du-Nord
Les élections législatives françaises de 1967 se déroulent les 5 et 12 mars 1967.  Dans le département des Côtes-du-Nord, cinq députés sont à élire dans le cadre de cinq circonscriptions.

## Élus
| Circonscription | Député sortant           | Parti | Parti   | Député élu ou réélu      | Parti | Parti      |
| --------------- | ------------------------ | ----- | ------- | ------------------------ | ----- | ---------- |
| 1re             | Robert Richet            |       | UNR-UDT | Yves Le Foll             |       | PSU        |
| 2e              | René Pleven              |       | MRP     | René Pleven              |       | CD         |
| 3e              | Marie-Madeleine Dienesch |       | MRP     | Marie-Madeleine Dienesch |       | app. UD-Ve |
| 4e              | Alain Le Guen            |       | MRP     | Édouard Ollivro          |       | CD         |
| 5e              | Pierre Bourdellès        |       | CR      | Pierre Bourdellès        |       | CD         |

## Résultats

### Résultats à l'échelle du département
| Parti          | Parti                                           | Premier tour | Premier tour | Second tour | Second tour | Sièges |
| Parti          | Parti                                           | Voix         | %            | Voix        | %           | Sièges |
| -------------- | ----------------------------------------------- | ------------ | ------------ | ----------- | ----------- | ------ |
|                | Union des démocrates pour la Ve République      | 86 131       | 31,73        | 59 606      | 27,25       | 1      |
|                | Union des républicains de progrès               | 86 131       | 31,73        | 59 606      | 27,25       | 1      |
|                |                                                 |              |              |             |             |        |
|                | Section française de l'Internationale ouvrière  | 4 793        | 1,77         |             |             | 0      |
|                | Convention des institutions républicaines       | 3 133        | 1,15         | 0           |             |        |
|                | Fédération de la gauche démocrate et socialiste | 7 926        | 2,92         |             |             | 0      |
|                |                                                 |              |              |             |             |        |
|                | Progrès et démocratie moderne                   | 77 007       | 28,37        | 58 347      | 26,68       | 3      |
|                | Parti communiste français                       | 69 002       | 25,42        | 67 152      | 30,71       | 0      |
|                | Parti socialiste unifié                         | 30 803       | 11,35        | 33 594      | 15,36       | 1      |
|                | Mouvement jeune révolution                      | 579          | 0,21         |             |             | 0      |
|                |                                                 |              |              |             |             |        |
| Inscrits       | Inscrits                                        | 323 627      | 100,00       | 263 542     | 100,00      | 5      |
| Abstentions    | Abstentions                                     | 48 569       | 15,01        | 40 758      | 15,47       |        |
| Votants        | Votants                                         | 275 058      | 84,99        | 222 784     | 84,53       |        |
| Blancs et nuls | Blancs et nuls                                  | 3 610        | 1,31         | 4 085       | 1,83        |        |
| Exprimés       | Exprimés                                        | 271 448      | 98,69        | 218 699     | 98,17       |        |

### Résultats par circonscription

#### Première circonscription (Saint-Brieuc)
| Candidat           | Candidat              | Parti          | Premier tour | Premier tour | Second tour | Second tour |  |
| Candidat           | Candidat              | Parti          | Voix         | %            | Voix        | %           |  |
| ------------------ | --------------------- | -------------- | ------------ | ------------ | ----------- | ----------- |  |
|                    | Robert Richet sortant | UD-Ve          | 27 535       | 41,15        | 33 559      | 49,97       |  |
|                    | Yves Le Foll élu      | PSU            | 18 165       | 27,14        | 33 594      | 50,03       |  |
|                    | Édouard Quemper       | PCF            | 12 443       | 18,59        | Retrait     | Retrait     |  |
|                    | Guillaume Guédo       | CD (PDM)       | 8 777        | 13,12        | Retrait     | Retrait     |  |
|                    |                       |                |              |              |             |             |  |
| Inscrits           | Inscrits              | Inscrits       | 79 950       | 100,00       | 79 924      | 100,00      |  |
| Abstentions        | Abstentions           | Abstentions    | 12 166       | 15,22        | 11 610      | 14,53       |  |
| Votants            | Votants               | Votants        | 67 784       | 84,78        | 68 314      | 85,47       |  |
| Blancs et nuls     | Blancs et nuls        | Blancs et nuls | 864          | 1,27         | 1 161       | 1,7         |  |
| Exprimés           | Exprimés              | Exprimés       | 66 920       | 98,73        | 67 153      | 98,3        |  |
| Source : Data.gouv |                       |                |              |              |             |             |  |

#### Deuxième circonscription (Dinan)
|                    | René Pleven sortant réélu | CD (PDM)       | 27 471 | 54,39  |  |  |  |
|                    | Roger Esnault             | PCF            | 11 974 | 23,71  |  |  |  |
|                    | Edmond Playoust           | UD-Ve          | 11 060 | 21,9   |  |  |  |
|                    |                           |                |        |        |  |  |  |
| Inscrits           | Inscrits                  | Inscrits       | 60 024 | 100,00 |  |  |  |
| Abstentions        | Abstentions               | Abstentions    | 8 454  | 14,08  |  |  |  |
| Votants            | Votants                   | Votants        | 51 570 | 85,92  |  |  |  |
| Blancs et nuls     | Blancs et nuls            | Blancs et nuls | 1 065  | 2,07   |  |  |  |
| Exprimés           | Exprimés                  | Exprimés       | 50 505 | 97,93  |  |  |  |
| Source : Data.gouv |                           |                |        |        |  |  |  |

#### Troisième circonscription (Loudéac)
| Candidat           | Candidat                                 | Parti          | Premier tour | Premier tour | Second tour | Second tour |  |
| Candidat           | Candidat                                 | Parti          | Voix         | %            | Voix        | %           |  |
| ------------------ | ---------------------------------------- | -------------- | ------------ | ------------ | ----------- | ----------- |  |
|                    | Marie-Madeleine Dienesch sortante réélue | app. UD-Ve     | 23 215       | 49,02        | 26 047      | 56,89       |  |
|                    | Auguste Le Coënt                         | PCF            | 12 790       | 27,01        | 19 741      | 43,11       |  |
|                    | Alfred Burlot                            | CD (PDM)       | 4 225        | 8,92         |             |             |  |
|                    | Adolphe Perrault                         | PSU            | 3 995        | 8,44         |             |             |  |
|                    | Lionel Rouvrais                          | FGDS (CIR)     | 3 133        | 6,62         |             |             |  |
|                    |                                          |                |              |              |             |             |  |
| Inscrits           | Inscrits                                 | Inscrits       | 56 563       | 100,00       | 56 557      | 100,00      |  |
| Abstentions        | Abstentions                              | Abstentions    | 8 421        | 14,89        | 9 777       | 17,29       |  |
| Votants            | Votants                                  | Votants        | 48 142       | 85,11        | 46 780      | 82,71       |  |
| Blancs et nuls     | Blancs et nuls                           | Blancs et nuls | 784          | 1,63         | 992         | 2,12        |  |
| Exprimés           | Exprimés                                 | Exprimés       | 47 358       | 98,37        | 45 788      | 97,88       |  |
| Source : Data.gouv |                                          |                |              |              |             |             |  |

#### Quatrième circonscription (Guingamp)
| Candidat           | Candidat              | Parti          | Premier tour | Premier tour | Second tour | Second tour |  |
| Candidat           | Candidat              | Parti          | Voix         | %            | Voix        | %           |  |
| ------------------ | --------------------- | -------------- | ------------ | ------------ | ----------- | ----------- |  |
|                    | François Leizour      | PCF            | 16 964       | 33,4         | 24 932      | 49,27       |  |
|                    | Édouard Ollivro élu   | CD (PDM)       | 15 609       | 30,74        | 25 669      | 50,73       |  |
|                    | Alain Le Guen sortant | UD-Ve          | 13 418       | 26,42        | Retrait     | Retrait     |  |
|                    | Yves Guyader          | FGDS (SFIO)    | 4 793        | 9,44         |             |             |  |
|                    |                       |                |              |              |             |             |  |
| Inscrits           | Inscrits              | Inscrits       | 59 943       | 100,00       | 59 933      | 100,00      |  |
| Abstentions        | Abstentions           | Abstentions    | 8 791        | 14,67        | 8 419       | 14,05       |  |
| Votants            | Votants               | Votants        | 51 152       | 85,33        | 51 514      | 85,95       |  |
| Blancs et nuls     | Blancs et nuls        | Blancs et nuls | 368          | 0,72         | 913         | 1,77        |  |
| Exprimés           | Exprimés              | Exprimés       | 50 784       | 99,28        | 50 601      | 98,23       |  |
| Source : Data.gouv |                       |                |              |              |             |             |  |

#### Cinquième circonscription (Lannion)
| Candidat           | Candidat                        | Parti          | Premier tour | Premier tour | Second tour | Second tour |  |
| Candidat           | Candidat                        | Parti          | Voix         | %            | Voix        | %           |  |
| ------------------ | ------------------------------- | -------------- | ------------ | ------------ | ----------- | ----------- |  |
|                    | Pierre Bourdellès sortant réélu | CD (PDM)       | 20 925       | 37,45        | 32 678      | 59,25       |  |
|                    | Marcel Hamon                    | PCF            | 14 831       | 26,54        | 22 479      | 40,75       |  |
|                    | Henri Blandin                   | UD-Ve          | 10 903       | 19,51        | Retrait     | Retrait     |  |
|                    | Pierre Jagoret                  | PSU            | 8 643        | 15,47        | Retrait     | Retrait     |  |
|                    | Paul Tavernier                  | ARLP           | 579          | 1,04         |             |             |  |
|                    |                                 |                |              |              |             |             |  |
| Inscrits           | Inscrits                        | Inscrits       | 67 147       | 100,00       | 67 128      | 100,00      |  |
| Abstentions        | Abstentions                     | Abstentions    | 10 737       | 15,99        | 10 952      | 16,32       |  |
| Votants            | Votants                         | Votants        | 56 410       | 84,01        | 56 176      | 83,68       |  |
| Blancs et nuls     | Blancs et nuls                  | Blancs et nuls | 529          | 0,94         | 1 019       | 1,81        |  |
| Exprimés           | Exprimés                        | Exprimés       | 55 881       | 99,06        | 55 157      | 98,19       |  |
| Source : Data.gouv |                                 |                |              |              |             |             |  |